# 藤井彩
藤井 彩（ふじい あや、1984年5月29日 - ）は、日本の元AV女優。北海道出身。ティーパワーズに所属していた。

## 略歴
2003年に『見られて、したいの。』(アトラス21）でAVデビュー。2006年頃より作品中での「中出し」が多く、「中出しの女王」と呼ばれている。趣味は料理。特技は歌うこと。
2008年3月、内容説明にて｢正真正銘ラストファック!｣と謳った『引退パーティ』を同年3月29日発表・引退。

## 出演作品
2003年
- 見られて、したいの。(10月31日、アトラス21）
- 美乳女M（11月29日、アトラス21）

2004年
- ハードタッチ 若妻アバンチュール 藤井彩（2月27日、ステラ）
- エッチしよッ（3月19日、アトラス21）
- 恋人たちのクリスマス（3月、笠倉出版社）
- 濡れるMの悦び（3月31日、h.m.p）
- ハードタッチ 若妻アバンチュール（4月9日、レイジングカンパニー）
- Back［s］（4月29日、ワープエンタテインメント）
- 裏・タマにはしゃぶらせて（5月、笠倉出版社）
- ドリームシャワー 57（6月4日、ワープエンタテインメント）
- 犯られた荘（7月3日、ワープエンタテインメント）
- 昔ばなし風エロパロディシリーズ 其の壱 性遊記（8月6日、ワープエンタテインメント）
- 健気な家庭教師ペット（9月3日、ドリームチケット）
- TRIPLE CAST［痴女×コスプレ×SEX］ver.（10月21日、SODクリエイト）共演:青木玲、上原美紀
- TRIPLE CAST《M女×凌辱×ザーメン》ver.（11月18日、SODクリエイト）共演:上原美紀、青木玲
- 中出しスペシャル(14）（12月17日、桃太郎映像出版）

2005年
- 淫蕩な血の女 熱望倒錯（1月14日、コレクト）
- 淫・崩壊(12）（1月21日、桃太郎映像出版）
- エロスペシャル×コスプレ（1月28日、笠倉出版社）他出演:金城アンナ、水谷桃、水原みなみ、松村優
- おとなの宴会 乱交！ピンク・コンパニオン 3 〜王様ゲーム・野球拳付き（コスプレ無料）〜（2月17日、V&Rプロダクツ）共演:畑野れん、宮澤ゆうな、斉藤りの、中條美華
- 悶える爆乳（2月17日、隼エージェンシー）
- ロリロリ中出し（2月17日、隼エージェンシー）他出演:江口美貴、白河みゆり、真弓あゆ、桃瀬あん、風果なつ
- 美乳娘 藤井彩の凌辱銭湯3（3月4日、ディープス）
- 中にどぴゅっとね!（3月17日、V&Rプロダクツ）
- 素人公募中出し!藤井彩ちゃんに真正中出ししてみませんか（4月9日、モブスターズ）
- キス・コレクション2 34人のべろんちょ娘（4月15日、隼エージェンシー）他33名出演
- やっぱ！中出しでしょ2 *10人の中出し姫*（5月18日、隼エージェンシー）他9名出演
- オナニスト ［第十章］（5月18日、隼エージェンシー）他多数出演
- BLACK☆JUDGE AV女優は本当に淫乱か本気でためしてみた。（5月27日、ビッグモーカル）
- 水着潮吹き女教師（6月1日、GLAY'z）他出演:山本梓、姫野愛、矢藤あき
- フェラマニア 25人のおしゃぶり姫（6月15日、隼エージェンシー）他多数出演
- 痴女引越センター 3（7月20日、イマージュ）共演:川畑麻耶
- (初）デカパイ素人娘（7月29日、TMクリエイト）オムニバス作品
- 混浴美人 3（8月10日、リアルフラネット）
- 突撃!記念撮影隊/ちょっと撮ってもらえますか?（8月19日、イデアリービジョンズ）オムニバス作品
- 癒しまぐろ（8月19日、イデアリービジョンズ）オムニバス作品
- 団地妻 生中出し 5（9月9日、TMA）他出演:矢藤あき、美咲ゆりあ、片桐美緒、青山遥
- 藤井彩のEカップキャンパスクイーン（9月16日、素人倶楽部）
- THEメッシー・変態グルメ 藤井彩（10月8日、光夜蝶）
- 制服着たままFUCK 2（10月28日、TMA）他出演:秋月杏奈(紅音ほたる）、日高ゆりあ、舞岡結希、萩原めぐ、柊杏奈、白鳥あきら、白石あや、乃亜、椎名泉
- 人気女優の過激裏ビデオ 「藤井彩」ちゃんのお色気ムンムンアソコムラムラ（11月9日、人気女優の過激裏ビデオ）
- 密着・ミニスカ女教師 藤井彩（11月18日、ピエロ）
- ヌキながら学べるギャル語教室（11月19日、クロス）共演:可恋、常夏みかん、星川ヒカル、森永心愛

2006年
- ふたなりレズ 2（1月25日、イマージュ）共演:神崎るみ
- 撮り下ろし（2月24日、霞プランニング）
- 業界初丸見えモザイク特許出願中 藤井彩ちゃん 21才（3月、名古屋のおやじ）
- 巨尻顔騎 藤井彩（3月24日、実録出版）
- ボインお姉さん僕を好きにして下さい どう、柔らかい?いっぱい挟んであげる（3月25日 アテナ映像）他出演:菊原まどか、朝丘まりん
- 女子校生制服萌え（4月21日、ピエロ）オムニバス作品
- レズ婚淫輪舞 コスプ・レ・ズ VOL.6（4月28日、U&K）共演:新村愛
- THE DOG GAME 2 監禁獣姦レイプ（6月23日、アルファーインターナショナル）
- はれんち姦姦32（7月15日、クリスタル映像）他出演:横山恵子、深津映見、山口茜、VIVIAN、瀬戸乃亜
- AV女優健康診断（7月19日、クロス）共演:青山葉子、遠藤まゆみ、川野優、真山ゆかり　他5名
- 合コン大乱交（8月13日、MOODYZ）共演:大塚ひな、姫野愛、ひかり、黒川まりあ
- ヤリマンギャルコンパニオン（8月20日、イマージュ）共演:瀬咲るな、眞雪ゆん、坂井あいり、野々宮りん、咲月ゆり、上原空、南国楓、木村那美
- 女子高生新宿中出し・1 あやちゃん（8月25日、オープンモール）
- 集団ミニスカTバック女子校生（8月25日、メディアバンク）共演:遠藤まゆみ、加々美由貴、川野優、倉田杏里
- 藤井彩を拘束電マ 痙攣潮吹き 連続アクメ中出し トドメにぶっかけ!（9月13日、カルマ）
- 義姉さんの巨乳がエロすぎて我慢汁出まくり!!（9月25日、ネクストイレブン）他出演:上原空
- ヌーディストGALビーチ（9月25日、イマージュ）共演:南国楓、木村那美、瀬咲るな、上原空、根本わか、咲月ゆり、眞雪ゆん、野々宮りん、坂井あいり
- 挑発レベルG（9月25日、ネクストイレブン）他出演:眞雪ゆん、野々宮りん 他多数
- 男装麗人 第1章 青山葉子（10月10日、AVS）共演:青山葉子
- 巨乳コギャルズ健康診断（10月19日、クロス）共演:麻生岬、SARINA、藤咲うらら、京本かえで、瀬咲るな、森野いちご、百瀬葵
- 彼女のカノジョと *12（10月20日、ゴーゴーズ）共演:笠木あやか
- 巨乳ハーレムソープ（10月20日、ジェイモデル）共演:野々宮りん、眞雪ゆん、木村那美
- 女子校生の圧迫顔面騎乗（10月21日、ラハイナ東海）オムニバス作品
- アナタだけの若奥様 1（11月1日、セクシア(トライハートコーポレーション））他出演:日色なる
- GAL CIR（12月1日、アイデアポケット）共演:MIMI、紅音ほたる、可愛あみん、上村愛、姫野愛、常夏みかん、芹沢レイ、相原るる、あおば 他計13名
- 巨乳奥サマ中出し初撮影 2 藤井彩さん 28歳（12月15日、ナデシコWORKS）
- 高級ソープへいらっしゃい 6（12月25日、クリスタル映像）他出演:中沢ケイ、白井エリ、咲田みう、星☆あずさ、瀬戸乃亜、山崎愛莉、山内奈央、春うらら、泉まりん

2007年
- 女だけのサディスティック天国（1月19日 クロス）共演:桜田さくら、飛室イヴ、椎名実果、宝生瑠璃、岩井美弥子、姫村しずく
- 超快感!! 最高のSEX（4月19日 SODクリエイト）他出演:金城アンナ、飯島夏希
- レズっこペニバンアナルマニア03全員プリティーお下品メイド編（5月19日、クロス）共演:桜井舞、小笠原咲、佐藤美久、れいか
- スケベ痴女 1部屋5人つきホテル（5月25日 TMクリエイト）共演:石黒優、緒川さら、神山優希、中谷瑠華
- 女の集団にパンツを脱がされチンポ見られちゃいました。1 女子寮編（6月7日 プレミアム）共演:瀬咲るな、ほしのみゆ、川本凛
- 夢の超高級おもてなしハーレムホテル 完全版（6月22日 おかず。(ケイ・エム・プロデュース））共演:麻生岬、姫野愛
- アナル合宿 穴あきパンティービーチバレー部!（7月19日 クロス）共演:神山優希、緒川さら、中谷瑠華、石黒優
- 睡眠薬FUCK（8月19日 クロス）他出演:緒川さら、東条しほ、持田茜、中谷瑠華、水咲蓮
- バーチャルオナニー 藤井彩（9月15日 ルビー）
- 女優乱入 ヤリまくり素人大乱交（9月15日 ルビー）他出演:白鳥るり
- 美人お姉系は絶対美尻!!!（9月15日 ルビー）他出演:白鳥るり
- 極美女 連続アクメ（9月15日 ルビー）他出演:天衣みつ ※藤井あや 名義
- 腰振り腰くねピストン騎乗位 01（9月19日、BRAVO）他出演:椎名りく、姫野愛、若槻めい
- ハメタク2 〜ビキニお姉さんをナンパ、野外中出し!〜（9月22日、カリビアンコムプレミアム）共演:瀬咲るな
- 都内中出し制服4時間（11月16日、エクストリージョン）他出演:笠木あやか 他4名
- ディルドで遊ぶ女優たち（11月19日 BRAVO）他出演:長谷川ちひろ、もえ、笠木あやか、瞳れん、若槻めい、日高ゆりあ、椎名りく、川村カンナ、加藤レイナ

2008年
- 集団淫乱絶頂オフィス（2月1日 MOODYZ）共演:大沢佑香、川愛加奈、瀬咲るな、小林美沙
- 極上ベロベロリラックス 〜芯まで癒すリップマッサージサロン〜（2月25日、しのだプロジェクト）他出演:真鍋美奈、瀬咲るな、一ノ瀬あきら、星優乃

## テレビ出演
- Xenos （2007年、テレビ東京）